# Клещенко, Анатолий Дмитриевич
Анатолий Дмитриевич Клещенко (14 марта 1921, Поройки, Мологский уезд, Ярославская губерния — 9 декабря 1974, Ключи, Камчатская область) — русский советский писатель и поэт.

## Биография
Родился в семье художника, в 1930-е годы сотрудничавшего в ленинградских типографиях. Испытал значительное влияние своего двоюродного брата — видного литературоведа Б. И. Коплана (1898—1941).
В одиннадцатилетнем возрасте предпринял попытку сбежать в Америку. Добрался до Молдавии, почти год провёл в цыганском таборе. Был разыскан отцом и увезён в Киев. Учился рисованию.
В 1934 году вернулся в Ленинград. С двенадцатилетнего возраста писал стихи, увлекался Есениным, познакомился с Ахматовой и Борисом Корниловым.
В 1937 году поступил на заочное отделение филологического факультета ЛГУ; стал сотрудничать в отделе литературы и искусства газеты «Смена». Вошёл в литературную группу «Смена» при Союзе писателей (руководитель А. Гитович).
Печатался с 1937 года (программное стихотворение «Вийон читает стихи» (1940)). Считал свою жизнь схожей с судьбой Вийона.
13 февраля 1941 года был арестован по доносу Н. Новоселова, вина Клещенко была подтверждена обнаружением у него при обыске написанных им антисталинских стихов (и распространяемых стихов Мандельштама).
20 мая 1941 года был судим трибуналом Ленинградского военного округа по ст.17 и 58-8 (подстрекательство к совершению террористического акта), 58-10 (антисоветская агитация и пропаганда) и 58-11 (организационная деятельность, направленная к совершению контрреволюционного преступления) УК РСФСР. На суде Клещенко держался дерзко и мужественно, заявил, что виновен лишь в том, что был поэтом, требовал освободить ни в чём не повинных друзей, арестованных вместе с ним. По приговору суда получил 10 лет заключения и 5 лет поражения в правах. В августе 1941 Клещенко был этапирован в Севураллаг, затем отбывал срок в Озёрлаге, с 1951 года был в ссылке в посёлке Раздольное. Работал художником в клубе, затем — сторожем сена на реке Черная. В 1956 году вернулся в Ленинград, в 1957 году был реабилитирован «за недоказанностью обвинения».
Издал сборник стихов «Гуси летят на север» (1957), в 1958 году — «Добрая зависть», «Тибетские народные песни». В последующие годы публиковал преимущественно прозу: сборник рассказов «Избушка под лиственницами» (1959), повести «Распутица кончается в апреле» (1962) и «Когда расходится туман» (1962).
В 1957 году по ходатайству Ахматовой, Чивилихина и Лихарева был восстановлен в Союзе писателей. В 1961 получил квартиру в писательском доме, в 1963 переехал в Комарово.
С начала 1960-х годов в летнее время Клещенко работал наёмным сезонным рабочим в геологических экспедициях в тайге. В 1969 году стал работать охотинспектором в одном из заповедников на Камчатке. Осенью 1974 года находясь в тайге получил тяжёлое воспаление легких. 1 декабря был эвакуирован вертолётом, но 9 декабря скончался.

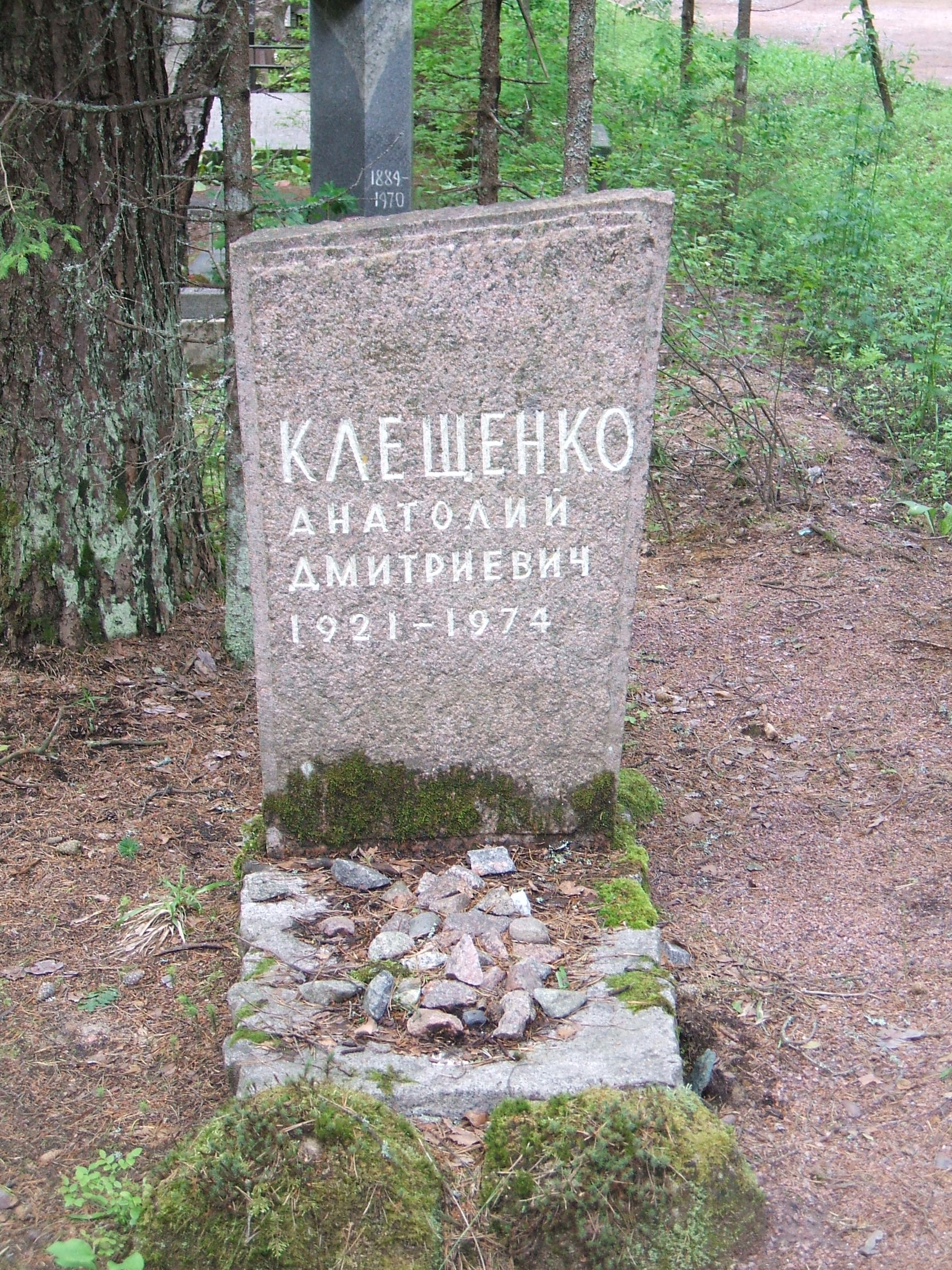
Могила на Комаровском кладбище

Похоронен в посёлке Комарово Ленинградской области (Комаровский некрополь).

## Творчество
Писал о людях труда — строителях, промысловиках, золотоискателях, о суровой северной природе. Клещенко принадлежат также приключенческая повесть для детей «Без выстрела» (1963).

## Оценки современников
О нем хочется сказать что-нибудь теплое, ласковое. Внешне — это бородатенький мужичок, поэт и прозаик, страстный охотник, бродяга, внутренне — неповторимая личность, относившаяся к жизни с трепетом влюбленного, улыбчивый страстотерпец, отсидевший при сталинщине пятнадцать лет в сибирских лагерях, поселившийся затем в Ленинграде, но к Ленинграду так и не привыкший, махнувший опять в тайгу, на Камчатку и там, где-то среди медведей и зимнего ненастья окончательно замерзший, исчезнувший, словно упавшее дерево — под буранным снегопадом.
<…>
Ребячлив, неунывающ, задорен на диво, среди писателей чувствовал себя гостем. Содержалось в нем что-то от бескорыстных золотоискателей Джека Лондона, от охотничьей страсти Хемингуэя, когда зверь — не просто добыча или враг, но и соперник, пробующий твои силы, заглядывающий в твои глаза на равных; и еще — от горьковского Челкаша. Врожденная независимость в характере, попираемая в нем на протяжении множества тяжких, однообразно-безнадежных лагерных лет, казалось, так и выплеснулась наружу с приходом освобождения и реабилитации. До войны, а точнее до лагерей Толя писал стихи. После — прозу. Зеленую, из таежного быта изыскателей. До писания «лагерной» прозы дело у него не дошло: не каждый способен залезать к себе в незаживающие раны.— Глеб Горбовский